# Слепнёв, Николай Анатольевич
Никола́й Анато́льевич Слепнёв (род. 21 мая 1960, Ленинград) ― советский и российский тубист, солист симфонического оркестра Мариинского театра, Заслуженный артист Российской Федерации

## Биография
В 1979 году Николай Слепнёв окончил музыкальное училище имени Мусоргского в Ленинграде под руководством А. Турчанинова и Г. Страутмана. Высшее музыкальное образование он получил в Ленинградской консерватории, которую он закончил в 1985 году по классу Валентина Галузина. Во время учёбы в консерватории Слепнёв играл в духовом оркестре Ленинградского отделения МВД. С 1985 года он артист оркестра Театра оперы и балеты имени Кирова (впоследствии Мариинского театра). Николай Слепнёв также является участником брасс-квинтета и брасс-ансамбля Мариинского театра. 

## Награды, звания
- Лауреат первой премии Всероссийского конкурса музыкантов-исполнителей (Саратов, 1983)
- Лауреат второй премии Всесоюзного конкурса музыкантов-исполнителей (Алма-Ата, 1984)
- Заслуженный артист Российской Федерации[1]

## Жюри конкурсов
- XVI Международный конкурс им. П.И.Чайковского (2019, Москва/Санкт-Петербург), член жюри (медные духовые)[4][5]
- XVII Международный конкурс им. П. И. Чайковского, Москва/Санкт-Петербург, 2023 год - член жюри (медные духовые)[6]

## Аудиозаписи
- Галина Уствольская. Концертная пьеса для тубы и фортепиано (туба - Николай Слепнёв)

## Видеофильмы
- Заслуженный артист РФ Николай Слепнёв о своём учителе — солисте-тубисте ЗКР, профессоре СПб консерватории Валентине Галузине